# Odontonema glaberrimum
Odontonema glaberrimum är en akantusväxtart som först beskrevs av Marcus Eugene Jones, och fick sitt nu gällande namn av V.M. Baum. Odontonema glaberrimum ingår i släktet Odontonema och familjen akantusväxter. Inga underarter finns listade i Catalogue of Life.